# Diocèse de Chascomús
Le diocèse de Chascomús (en latin : Dioecesis Chascomusensis ; en espagnol : Diócesis de Chascomús) est un diocèse de l'Église catholique en Argentine, suffragant de l'archidiocèse de La Plata.

## Territoire
Il comprend treize arrondissements de la province de Buenos Aires : Brandsen, Castelli, Chascomús, Dolores, General Belgrano, General Guido, General Lavalle, General Paz, La Costa, Maipú, Monte, Pila et Tordillo.
Il possède un territoire d'une superficie de 27 115 km2 divisé en 27 paroisses. Le siège épiscopal est dans la ville de Chascomús où se trouve la cathédrale Notre-Dame-de-la-Merci.

## Historique
Le diocèse est érigé le 27 mars 1980 par la constitution apostolique Universum Dominicum gregem du pape Jean-Paul II en prenant sur le territoire du diocèse de Mar del Plata et de l'archidiocèse de La Plata. Chascomús est nommé suffragant de ce dernier.
Par la lettre apostolique Quandoquidem clerus du 24 juin 1982, Jean-Paul II reconnaît que la Vierge Marie vénérée sous le vocable de Notre-Dame de la Merci est la patronne principale du diocèse avec saint Jean-Baptiste comme patron secondaire.

## Évêques
- Rodolfo Bufano (27 mars 1980 - 16 avril 1982), nommé évêque de San Justo
- José María Montes (19 janvier 1983 - 3 juillet 1996)
- Juan Carlos Maccarone (3 juillet 1996 - 18 février 1999), nommé évêque de Santiago del Estero
- Carlos Humberto Malfa (20 mai 2000 - 9 janvier 2024)
- Juan Ignacio Liébana, depuis le 9 janvier 2024